# یواس‌اس ادگار جی چیس (دی‌ای-۱۶)
یواس‌اس ادگار جی چیس (دی‌ای-۱۶) (به انگلیسی: USS Edgar G. Chase (DE-16)) یک کشتی بود. این کشتی در سال ۱۹۴۲ ساخته شد.